# Pedro de Cordoba
Pedro de Cordoba (New York, 28 settembre 1881 – 16 settembre 1950) è stato un attore statunitense.

## Filmografia parziale
- Carmen, regia di Cecil B. DeMille (1915)
- Temptation, regia di Cecil B. DeMille (1915)
- Maria Rosa, regia di Cecil B. DeMille (1916)
- Fascino del deserto (Barbary Sheep), regia di Maurice Tourneur (1917)
- Runaway, Romany, regia di George W. Lederer (1917)
- A Daughter of the Old South, regia di Émile Chautard (1918)
- Luna nuova (The New Moon), regia di Chester Withey (1919)
- La giovane Diana (The Young Diana), regia di Albert Capellani e Robert G. Vignola (1922)
- Armi ed amori (When Knighthood Was in Flower), regia di Robert G. Vignola (1922)
- I nemici delle donne (Enemies of Women), regia di Alan Crosland (1923)
- The Bandolero, regia di Tom Terriss (1924)
- La casa degli eroi (The New Commandment), regia di Howard Higgin (1925)
- I crociati (The Crusades), regia di Cecil B. DeMille (1935)
- Capitan Blood (Captain Blood), regia di Michael Curtiz (1935)
- La bambola del diavolo (The Devil-Doll), regia di Tod Browning (1936)
- Avorio nero (Anthony Adverse), regia di Mervyn LeRoy (1936)
- L'ultima prova (His Brother's Wife), regia di W. S. Van Dyke (1936)
- Ramona, regia di Henry King (1936)
- La vergine di Salem (Maid of Salem), regia di Frank Lloyd (1937)
- Ritorno all'amore (Girl Loves Boy), regia di W. Duncan Mansfield (1937)
- Il conquistatore del Messico (Juarez), regia di William Dieterle (1939)
- La strage di Alamo (Man of Conquest), regia di George Nicholls Jr. (1939)
- Charlie Chan e la città al buio (City in Darkness), regia di Herbert I. Leeds (1939)
- Le mie due mogli (My Favorite Wife), regia di Garson Kanin (1940)
- La donna e lo spettro (The Ghost Breakers), regia di George Marshall (1940)
- Lo sparviero del mare (The Sea Hawk), regia di Michael Curtiz (1940)
- Prima che mi impicchino (Before I Hang), regia di Nick Grinde (1940)
- Il segno di Zorro (The Mark of Zorro), regia di Rouben Mamoulian (1940)
- Sangue e arena (Blood and Sand), regia di Rouben Mamoulian (1941)
- Aloma dei mari del sud (Aloma of the South Seas), regia di Alfred Santell (1941)
- Il figlio della furia (Son of Fury: The Story of Benjamin Blake), regia di John Cromwell (1942)
- Sabotatori (Saboteur), regia di Alfred Hitchcock (1942)
- Il trionfo di Tarzan (Tarzan Triumphs), regia di Wilhelm Thiele (1943)
- Per chi suona la campana (For Whom the Bell Tolls), regia di Sam Wood (1943)
- Bernadette (The Song of Bernadette), regia di Henry King (1943)
- Club Havana, regia di Edgar G. Ulmer (1945)
- Duello a S. Antonio (San Antonio), regia di David Butler (1945)
- Avventura (Adventure), regia di Victor Fleming (1946)
- Uno scandalo a Parigi (A Scandal in Paris), regia di Douglas Sirk (1946)
- Il mistero delle 5 dita (The Beast with Five Fingers), regia di Robert Florey (1946)
- I giorni della vita (The Time of Your Life), regia di H. C. Potter (1948)
- Corrida messicana (Mexican Hayride), regia di Charles Barton (1948)
- The Daring Caballero, regia di Wallace Fox (1949)
- Sansone e Dalila (Samson and Delilah), regia di Cecil B. DeMille (1949)
- Pelle di bronzo (Comanche Territory), regia di George Sherman (1950)
- Linciaggio (The Lawless), regia di Joseph Losey (1950)
- Il villaggio dell'uomo bianco (When the Redskins Rode), regia di Lew Landers (1951)